# Alfred Rethel
Pour les articles homonymes, voir Rethel (homonymie).
Alfred Rethel (1816 à Diepenbend, près d'Aix-la-Chapelle - 1er décembre 1859 à Düsseldorf) est un peintre d'histoire et dessinateur prussien.

## Biographie
Son père est un haut fonctionnaire dans l'administration préfectorale des départements du Rhin créés par Napoléon Ier.
Son premier formateur est un peintre flamand élève de David, J.B.J. Bastiné. En 1829 il entre à l'Académie de Düsseldorf, dirigée par Wilhelm Schadow.
Ses premiers tableaux sont consacrés à l'histoire religieuse. En 1840 il exécute une fresque à l'hôtel de ville d'Aix-la-Chapelle où il retrace les principaux épisodes de la vie de Charlemagne. Il réalise ensuite deux séries de dessins, l'une consacrée à la traversée des Alpes par Annibal et une autre à la Danse des morts, six planches sur des poèmes contre-révolutionnaires de Robert Reinick après le soulèvement de Dresde de 1849.
Il voyage à Rome en 1852-1853. Atteint par des troubles mentaux, Alfred Rethel meurt dans un asile de Düsseldorf. Sa tombe se trouve dans la partie sud du vieux cimetière de Golzheim, à côté de celle de sa mère Johanna.

## Élèves
- Wilhelm Camphausen (1818-1885).

## Galerie d'images

Die Harkortsche Fabrik auf Burg Wetter (vers 1834).
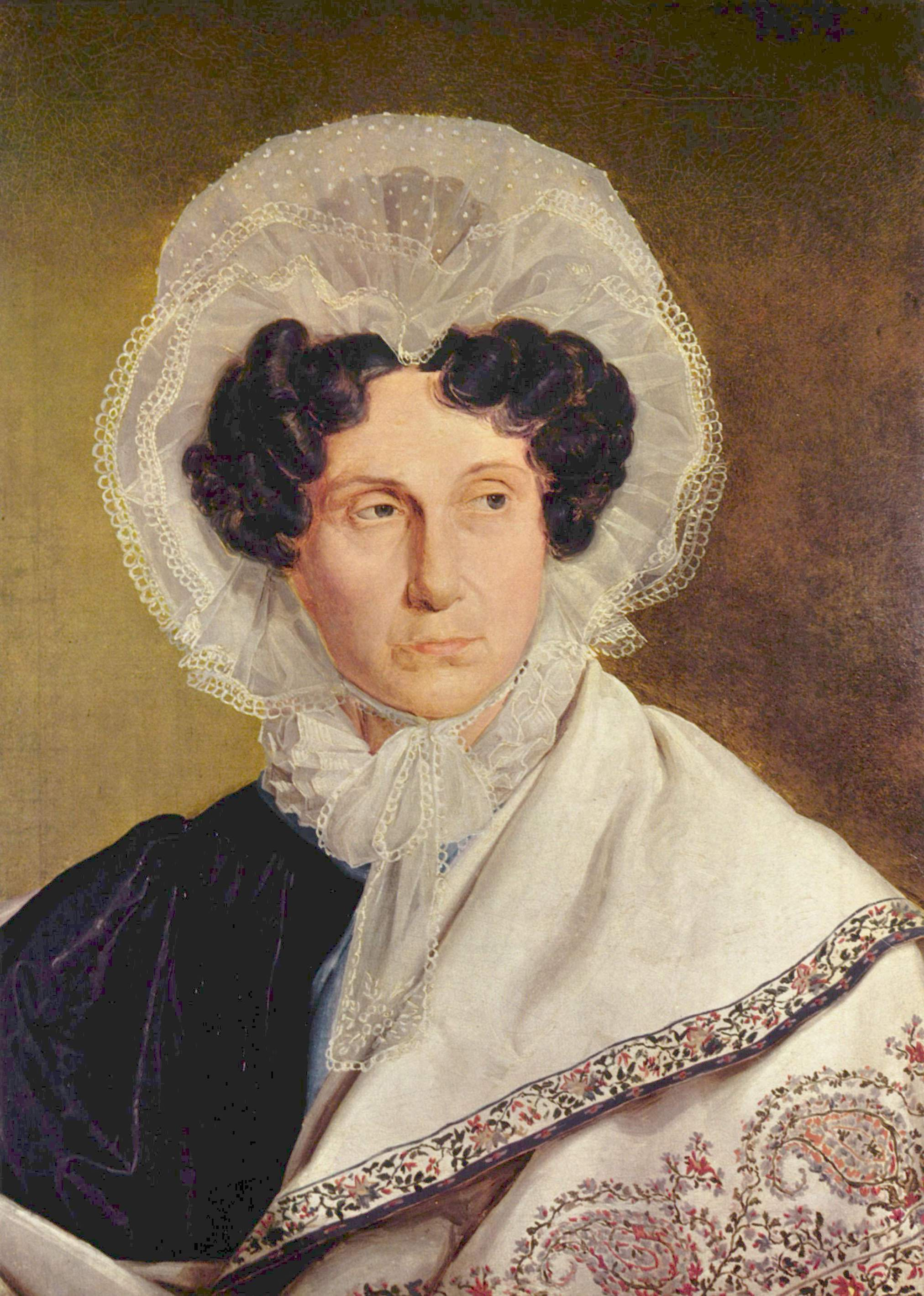
Portrait de la mère de l'artiste (vers 1836).
Némésis (1837)
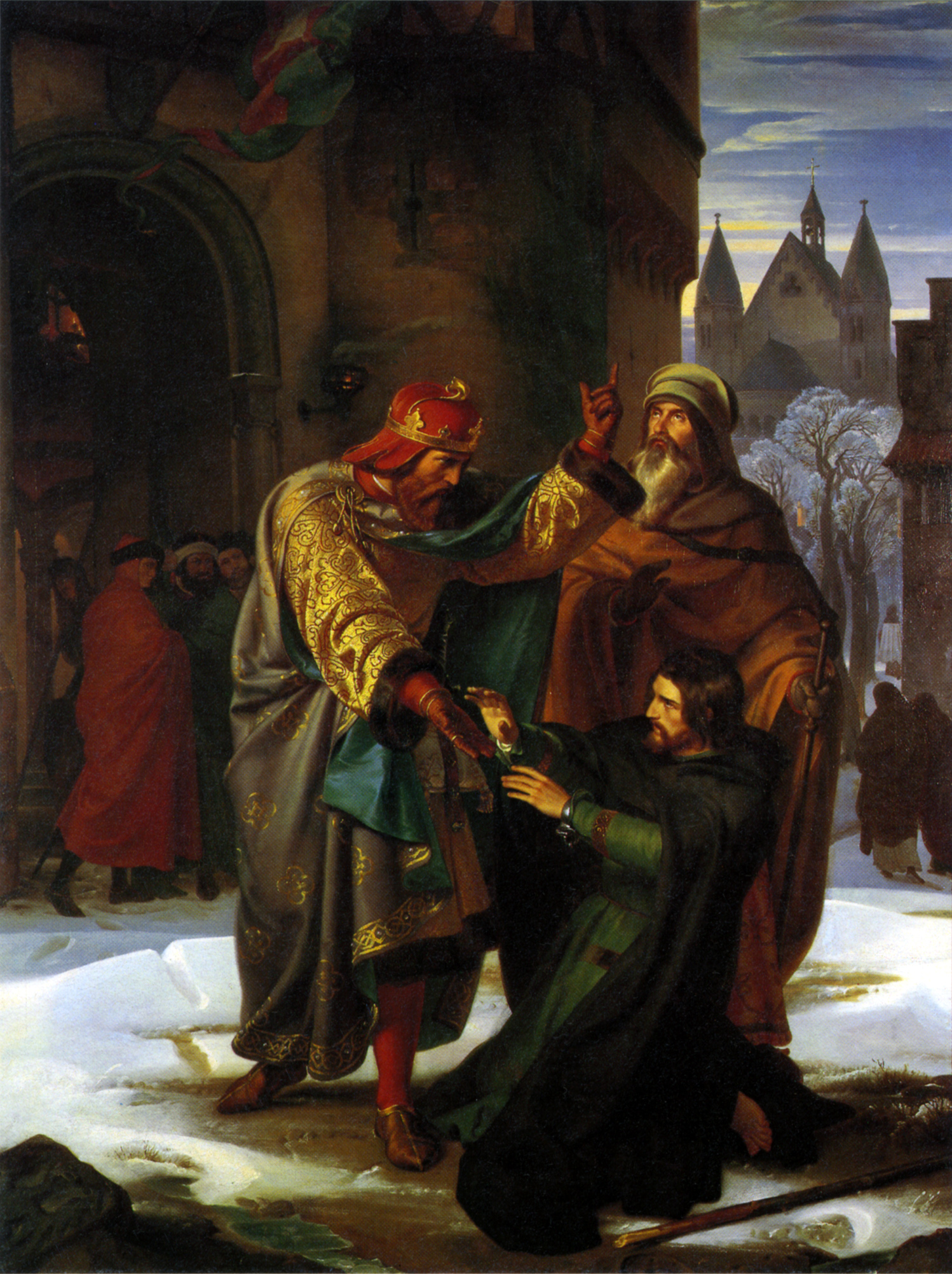
Réconciliation d'Otton le Grand et de son frère Henri à Francfort-sur-le-Main en 941 (1840).
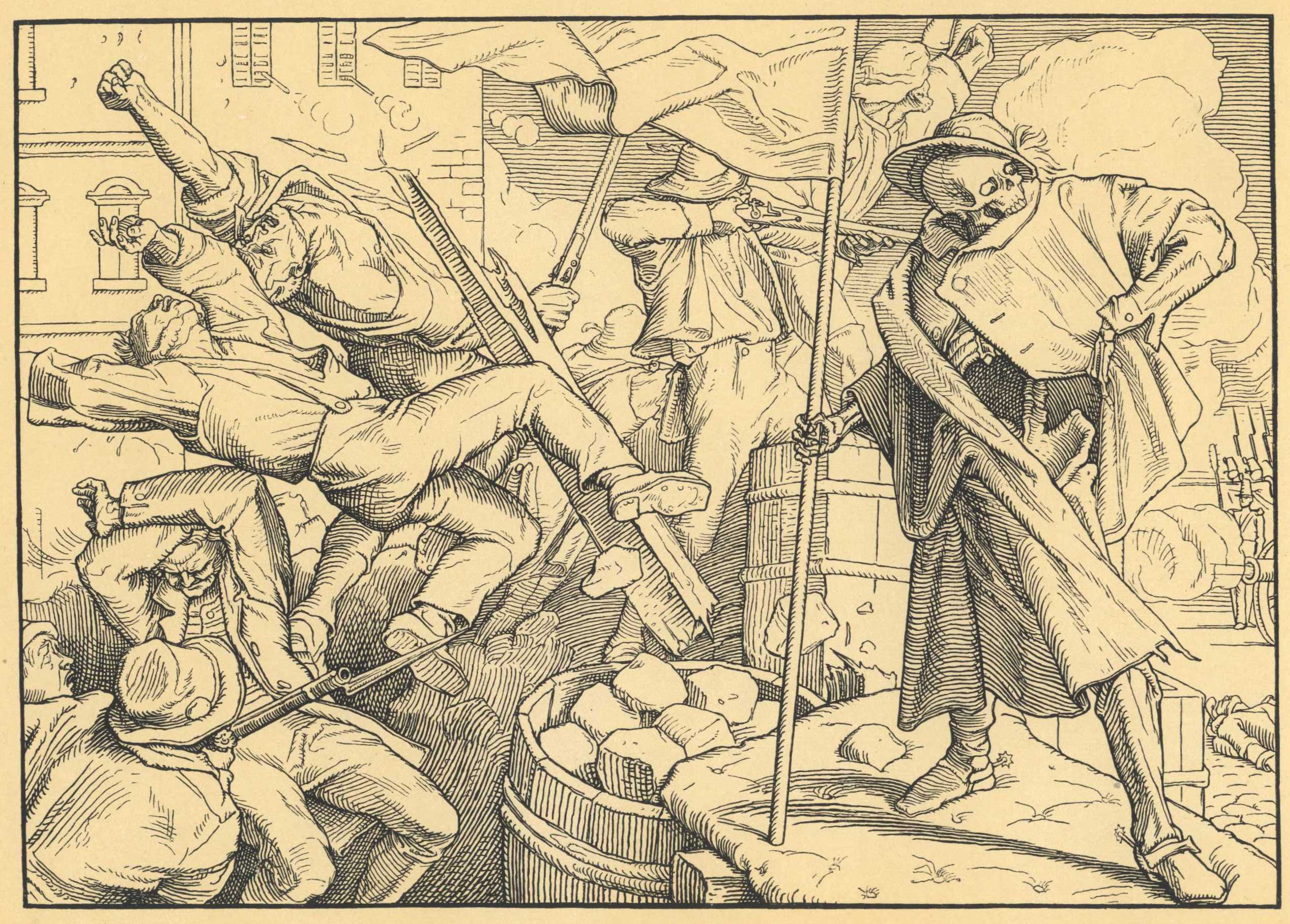
Auch ein Totentanz aus dem Jahre 1848, planche 5 : la Mort sur la barricade (1849).